# L'elisir d'amore
L'elisir d'amore és un melodramma giocoso, un gènere d'òpera còmica italiana, en dos actes compost per Gaetano Donizetti. El llibret, de Felice Romani, està basat en el llibre Le philtre (1831) d'Eugène Scribe. Es va estrenar el 12 de maig de 1832 al Teatro della Canobbiana a Milà.

## Origen i context
A causa d'un encàrrec frustrat, Bartolomeo Merelli, empresari del Teatre della Canobbiana de Milà, li va demanar a Donizetti que compongués una òpera en el breu termini de dues setmanes. Felice Romani, col·laborador assidu del compositor, va emprar bona part d'aquest lapse per escriure el text. Els autors eren prou experimentats i es coneixien tan bé, com per fer de L'elisir d'amore una obra mestra. El tema no era original, ja que es basava en un llibret escrit per Eugène Scribe per Daniel Auber, Le philtre (1831), inspirat al seu torn en Il filtro de Silvio Malaperta, traduït al francès per Stendhal. La temàtica bucòlica va allunyar Donizetti i Romani dels enfrontaments amb els censors, que tants problemes van portar als autors de l'època, i que van motivar que Ugo, conte di Parigi (també amb text de Romani), patís substancials modificacions i hauria baixar de l'escenari de la Scala després de només quatre representacions.
El ritme de treball esgotador no era excepcional en aquells temps en els quals els teatres, obeint al costum d'èpoques anteriors, demanaven noves creacions en forma sostinguda. La creació, concebuda a tan curt termini, va assolir l'èxit i la immortalitat, mantenint-se en cartell des del primer moment. L'àmbit bucòlic era ideal per escenificar una història senzilla però no sense contingut profund, en la qual s'exhibeixen diversos arquetips humans que són reflex directe dels caràcters de la commedia dell'arte.
En l'obra trobem la superficialitat i la frivolitat en Adina, la fatxenderia i la vulgaritat en el sergent Belcore, en el venedor xarlatà Dulcamara -arquetip de l'entabanador que va de poble en poble, i que hem vist fins i tot als westerns- trobem l'astúcia, l'avantatgisme i la mala fe amagats darrere d'una gran simpatia. L'elisir d'amore seria un mostrari de vicis i defectes, si no fos gràcies a la presència de Nemorino, el vilatà senzill i ingenu, net de tot el dolent i capaç de viure els grans sentiments que els altres desconeixen. Nemorino només estima.

## Representacions
L'estrena de L'elisir d'amore va tenir lloc al Teatre della Canobbiana de Milà el 12 de maig de 1832. Els seus intèrprets principals van ser Sabina Heinefetter (Adina), Giovanni Battista Gènere (Nemorino), Giuseppe Frezzolini (Dulcamara) i Henri-Bernard Dabadie (Belcore). L'èxit va ser tan gran, que l'òpera va romandre en cartell durant trenta-dos dies consecutius. A mesura que es va anar donant a conèixer a la península i a la resta de teatres de tot el món, mai va baixar del repertori. Fora d'Itàlia es va oferir ràpidament a Barcelona i Madrid (1833), Lisboa i Berlín (1834), Viena (1835), Praga i Londres (1836), Nova York (1838), París i Varsòvia (1839), Brussel·les, Basilea i Estocolm (1840) i Rio de Janeiro (1841).

## Argument

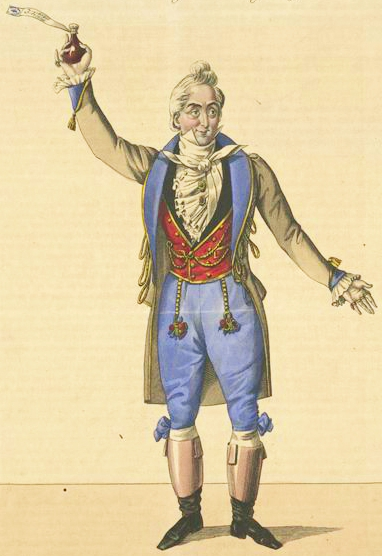
Giuseppe Frezzolini (1789-1861) com a Doctor Dulcamara

L'argument se centra en la força transformadora de l'amor. Nemorino, protagonista de la història, cerca l'ajuda del xarlatà Dulcamara, que diu tenir un beuratge que fa enamorar, per aconseguir l'amor de la bella Adina, però una herència oportuna sembla que incrementa les qualitats de l'elixir d'amor.
L'acció se situa en un llogaret del País Basc a la fi del segle xviii. A partir d'una edició posterior, on el lloc de l'acció se situava en un poble italià, se sol situar a Itàlia.

### Acte I
Nemorino, jove malenconiós i ingenu, està enamorat d'Adina, tot i que encara no s'ha atrevit a confessar-li-ho. El jove observa amb tendresa la bella noia, que llegeix en veu alta davant els seus amics la història de la reina Isolda, "la qual es va enamorar perdudament de Tristany després d'ingerir un filtre subministrat per aquest". Nemorino, fascinat per la història, pensa que ell podria aconseguir el mateix efecte amb Adina si aconseguís aquest "elixir de tan perfecta i extraordinària qualitat".
L'arribada del sergent Belcore interromp l'escena. El militar, que es vanta de manera grotesca de la seva professió i de la seva virilitat, proposa matrimoni a Adina. L'astuta jove li respon que s'ho pensarà. Nemorino, que ha presenciat l'encontre, aprofita, quan es queda a soles amb Adina, per a declarar-li el seu amor. Però ella li dona carabassa. Encara que, en el fons, ella està enamorada d'ell, vol fer-se pregar, per la qual cosa es mostra indiferent i aconsella al noi que conquereixi altres noies perquè li passi la bogeria de l'enamorament.
L'aparició del xarlatà Dulcamara acapara l'atenció de la multitud. En el seu vehicle porta tota mena de "productes miraculosos" que afirma vendre a preu de ganga. L'ingenu Nemorino s'hi acosta molt interessat i li demana si té l'elixir de la reina Isolda per a enamorar la noia que li agrada. Dulcamara, sorprès, aprofita la ignorància del jove i li ven vi de Bordeu com a poció de l'amor, que no produirà efecte -segons li explica- fins que hagin passat 24 hores, temps més que suficient perquè l'entabanador es faco escàpol ben lluny del lloc.
Molt il·lusionat, Nemorino es pren la beguda a glopets, seguint les indicacions de Dulcamara. Suggestionat, aviat comença a desinhibir-se. Quan arriba Adina, es mostra molt alegre i distant, perquè està convençut que l'endemà, transcorregudes les 24 hores, ella l'estimarà. La jove, picada davant de la indiferència del xic, anuncia que es casarà amb el fanfarró de Belcore sis dies més tard. Nemorino deixa anar una riallada en sentir-ho, la qual cosa enfureix més encara Adina.
La sobtada notícia que Belcore és requerit per a partir a l'alba obliga Adina a avançar el casament: serà aquella mateixa nit. Nemorino resta perplex en sentir-ho, perquè sap que quan l'elixir produeixi efecte ja serà tard. Desesperat i fent un espectacle davant els presents, suplica a Adina que retardi el casament. Però ella està disposada a fer-lo patir i no cedeix. La noia partix amb Belcore i deixa Nemorino desolat.

### Acte II
Nemorino, desesperat, demana a Dulcamara una nova dosi de l'elixir miraculós que acabi de decidir Adina. Però no té diners i s'allista a l'exèrcit com a soldat. Les noies del poble s'assabenten que Nemorino ha heretat una gran fortuna i l'empaiten, la qual cosa el noi atribueix a l'eficàcia miraculosa de l'elixir. Adina, en assabentar-se que Nemorino s'ha fet soldat per aconseguir diners per l'elixir, s'entendreix per la fidelitat i la passió del noi. La noia desfà el seu compromís de casar-se amb Belcore. Aquest, ferit en el punt d'honor, respon que té al seu abast totes les dones que vulgui. Dulcamara, que també hi és present, declara que tota la situació ha estat provocada per la seva prodigiosa poció màgica. Fascinats pel resultat, tots els vilatans corren a comprar ampolles d'«elixir amorós».

## Moments més cèlebres
El més popular de l'òpera, la seva ària Una furtiva lagrima (segon acte), ens emociona perquè transmet el noble sentiment del personatge. Tan important és aquesta pàgina, que sense el pes teatral i musical de l'òpera no tindria la mateixa efectivitat, la grandesa del melodrama hi gira a l'entorn, i és allà on rau el més sincer i profund del seu contingut humà. Si haguéssim de confeccionar una acotada llista de les àries més famoses de tots els temps, Una furtiva lagrima seria de les primeres.